# Championnat d'Afrique du Sud de football 2000-2001
Navigation
Saison précédente Saison suivante
La saison 2000-2001 du Championnat d'Afrique du Sud de football est la cinquième édition du championnat de première division en Afrique du Sud. Les dix-huit meilleurs clubs du pays sont regroupés au sein d'une poule unique, où ils s'affrontent deux fois au cours de la saison, à domicile et à l'extérieur. À l'issue du championnat, les deux derniers du classement sont relégués et remplacés par les deux meilleures équipes de National First Division, la deuxième division sud-africaine.
C'est le club d'Orlando Pirates qui remporte le championnat cette saison, après avoir terminé en tête du classement final, avec un seul point d'avance sur les Kaizer Chiefs et deux sur le triple tenant du titre, Mamelodi Sundowns. C'est le premier titre de champion d'Afrique du Sud de l'histoire du club.

## Les 18 clubs participants
| - Manning Rangers - Kaizer Chiefs - Orlando Pirates - Bush Bucks - Hellenic FC - Mamelodi Sundowns - Jomo Cosmos - Ajax Cape Town - Supersport United | - Bloemfontein Celtic - Moroka Swallows - Wits University FC - Free State Stars - Lamontville Golden Arrows - Promu de National First Division - Ria Stars - Promu de National First Division - African Wanderers - Engen Santos - Tembisa Classic |

## Compétition

### Classement
Le barème utilisé pour établir le classement est le suivant :
- Victoire : 3 points
- Match nul : 1 point
- Défaite : 0 point

| Rang | Équipe                      | Pts | J  | G  | N  | P  | Bp | Bc | Diff |
| ---- | --------------------------- | --- | -- | -- | -- | -- | -- | -- | ---- |
| 1    | Orlando Pirates             | 61  | 34 | 16 | 13 | 5  | 60 | 34 | +26  |
| 2    | Kaizer Chiefs C2            | 60  | 34 | 16 | 12 | 6  | 41 | 25 | +16  |
| 3    | Mamelodi Sundowns T         | 59  | 34 | 17 | 8  | 9  | 58 | 32 | +26  |
| 4    | Jomo Cosmos                 | 56  | 34 | 15 | 11 | 8  | 47 | 27 | +20  |
| 5    | Engen Santos C              | 56  | 34 | 15 | 11 | 8  | 40 | 32 | +8   |
| 6    | Free State Stars            | 55  | 34 | 15 | 10 | 9  | 40 | 30 | +10  |
| 7    | Ria Stars P                 | 51  | 34 | 13 | 12 | 9  | 43 | 40 | +3   |
| 8    | Supersport United           | 47  | 34 | 12 | 11 | 11 | 42 | 35 | +7   |
| 9    | Lamontville Golden Arrows P | 45  | 34 | 11 | 12 | 11 | 38 | 39 | -1   |
| 10   | Bush Bucks                  | 44  | 34 | 12 | 8  | 14 | 38 | 45 | -7   |
| 11   | Ajax Cape Town              | 40  | 34 | 10 | 10 | 14 | 37 | 46 | -9   |
| 12   | Tembisa Classic             | 39  | 34 | 9  | 12 | 13 | 26 | 40 | -14  |
| 13   | Wits University FC          | 38  | 34 | 8  | 14 | 12 | 33 | 43 | -10  |
| 14   | Hellenic FC                 | 36  | 34 | 7  | 15 | 12 | 32 | 40 | -8   |
| 15   | Moroka Swallows             | 35  | 34 | 7  | 14 | 13 | 35 | 45 | -10  |
| 16   | Manning Rangers             | 34  | 34 | 9  | 7  | 18 | 49 | 60 | -11  |
| 17   | Bloemfontein Celtic -3      | 34  | 34 | 9  | 10 | 15 | 35 | 46 | -11  |
| 18   | African Wanderers           | 26  | 34 | 6  | 8  | 20 | 31 | 66 | -35  |

|  | Qualification pour la Ligue des champions 2002                                                                                                |
|  | Qualification pour la Coupe des Coupes 2002                                                                                                   |
|  | Relégation directe en National First Division                                                                                                 |
|  | T Tenant du titre C : Vainqueur de la Coupe de Afrique du Sud P : Promu de National First Division C2 : Vainqueur de la Coupe des Coupes 2001 |

- Le club de Bloemfontein Celtic reçoit une pénalité de 3 points après avoir aligné un joueur non qualifié.

## Bilan de la saison
| Championnat d'Afrique du Sud de football 2000-2001 |                             |
| Champion                                           | Orlando Pirates (1er titre) |
| Coupes et trophées                                 |                             |
| Vainqueur de la Coupe d'Afrique du Sud 2000-2001   | Engen Santos                |
| Qualifications continentales                       |                             |
| Ligue des champions 2002                           | Orlando Pirates             |
| Coupe des Coupes 2002                              | Kaizer Chiefs (tenant)      |
| Coupe des Coupes 2002                              | Engen Santos                |
| Promotions et relégations                          |                             |
| Promus en Premier Soccer League                    | AmaZulu FC                  |
| Promus en Premier Soccer League                    | Black Leopards              |
| Relégués en National First Division                | Bloemfontein Celtic         |
| Relégués en National First Division                | African Wanderers           |